# Sergio García (golfer)

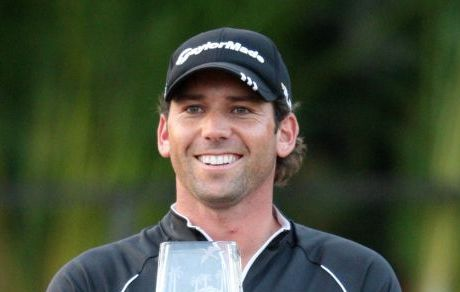
Winnaar van The Players Championship 2008

Sergio García Fernández (Castellon, 9 januari 1980) is een Spaanse golfprofessional.
Met 19 jaar en 258 dagen was hij in 1999 de jongste deelnemer ooit aan de Ryder Cup. Na negen deelnames werd hij in 2018 de speler met de meeste punten in de historie van de Ryder cup (25,5). Hij won in zijn carrière 34 titels, waaronder  het Masters Tournament in 2017.

## Amateur
In zijn amateurtijd won hij het Brits amateurkampioenschap en mocht hij als amateur meespelen op het Britse Open. Onverwacht eindigde hij als 29ste. Het jaar daarop werd hij professional. Aangezien hij pas 19 jaar oud was, werd hij 'El Nino' genoemd.

#### Gewonnen
- 1998: Brits amateurkampioenschap

#### Teams
- Eisenhower Trophy: 1996, 1998 (winnaars)
- St Andrews Trophy: 1996, 1998 (winnaars)
- Junior Ryder Cup: 1995, 1997
- Jacques Leglise Trophy: 1994, 1995, 1996 (winnaars), 1997 (winnaars), 1998

## Professional
In 1999 ging hij in Amerika spelen en werd hij 2de in de PGA Championship en 3de op de GTE Byron Nelson Classic. 

In 2002 won hij het Spaans Open, nadat hij in 1996, 1997 en 1998 de beste amateur was geweest met resp. 289, 287 en 277.
García heeft acht toernooien op de Amerikaanse PGA Tour gewonnen. Met het winnen van het Wyndham Championship plaatste hij zich in het Ryder Cup team van 2012. 

#### Top 10 van de wereld
In 2008 won hij The Players Championship als eerste Europeaan sinds 1987 en kwam hij op de tiende plaats van de wereldranglijst te staan. In oktober won García de eerste Castello Masters in Spanje en klom hij naar de derde plaats. Het was zijn eerste overwinning in Europa in drie jaar. Seizoen 2009 begon in november 2008 met de vierde HSBC Champions op de Sheshan International Golf Club in Shanghai. García won en verdiende daarmee ruim € 650.000; hij bereikte de tweede plaats van de wereldranglijst. In april 2017 won hij de Masters met een score van -9 na een play-off tegen Justin Rose, waarmee hij een einde maakte aan een reeks van 73 majordeelnames zonder winst.

### Gewonnen
- 1997: Catalonian Open Championship (Spanje)
- 2001: Nedbank Golf Challenge (Z.Afrika)
- 2002: Kolon Cup Korean Open (Aziatische PGA Tour|Asian Tour)
- 2003: Nedbank Golf Challenge (Z.Afrika)

#### Europese PGA Tour
- 1999: Murphy's Irish Open, Linde German Masters (play-off Pádraig Harrington en Ian Woosnam)
- 2001: Trophée Lancôme
- 2002: Canarias Open de España
- 2004: Mallorca Classic
- 2005: Omega European Masters
- 2008: Castelló Masters Costa Azahar
- 2009: HSBC Champions (nov.2008 in Shanghai)
- 2011: Castelló Masters
- 2014: Commercial Bank Qatar Masters
- 2019 KLM open

#### Amerikaanse PGA Tour
- 2001: MasterCard Colonial met -13
- 2001: Buick Classic met -16
- 2002: Mercedes Championships met -18 na play-off tegen David Toms
- 2004: EDS Byron Nelson Championship met -10 na play-off tegen Robert Damron en Dudley Hart
- 2004: Buick Classic met -12 na play-off tegen Pádraig Harrington en Rory Sabbatini
- 2005: Booz Allen Classic met -14
- 2006: 3de op de PGA Championship
- 2007: 2de op het Britse Open
- 2008: The Players Championship met -5
- 2012: Wyndham Championship
- 2017: Masters Tournament met -9 na play-off tegen Justin Rose

### Teams
- Ryder Cup (namens Europa): 1999, 2002 (winnaars), 2004 (winnaars), 2006, 2008, 2012 (winnaars), 2014 (winnaars), 2016 en 2018 (winnaars).
- World Cup (namens Spanje): 2001, 2004, 2005, 2009
- Seve Trophy (namens continentaal Europa): 2000 (winnaars), 2003
- Alfred Dunhill Cup (namens Spanje): 1999 (winnaars)

## Trivia
- García heeft jaren in huis gewoond bij een restauranteigenaar in Crans, nu bezit hij zelf een appartement. Hij komt echter niet meer naar het Zwitsers Open omdat hij in die periode in de Verenigde Staten speelt.
- Sergio's vader is Victor García, hij speelt op de Europese Senior Tour.
- García is president van voetbalclub CF Borriol dat in de Tercera División Grupa 6 speelt. In september 2010 debuteerde hij als speler acht minuten voor tijd in de met 1-0 verloren thuiswedstrijd tegen Ribarroja CF.[1]
- Op 20 juli 2025 brak hij zijn driver doormidden op de laatste dag van het British Open, waarschijnlijk uit onvrede over zijn spel.